# Ommatius mitrai
Ommatius mitrai är en tvåvingeart som beskrevs av Joseph och Parui 1993. Ommatius mitrai ingår i släktet Ommatius och familjen rovflugor. Inga underarter finns listade i Catalogue of Life.